# Pietro Dosio
Pietro Dosio (Cassina dei Passerini, 27 giugno 1833 – ...) è stato un militare italiano, Carabiniere insignito di medaglia d'oro al valor civile.

## Biografia
Il Carabiniere Pietro Dosio prestava servizio presso la Stazione Carabinieri Reali di Bivona, in provincia di Agrigento, quando, il 3 agosto 1861, intervenne nell'estinzione di un incendio adoperandosi attivamente.